# Willard Frank Libby
Willard Frank Libby (Grand Valley, 17 de dezembro de 1908 — Los Angeles, 8 de setembro de 1980) foi um químico norte-americano.
É reconhecido pela descoberta do método de datamento conhecido por datação por radiocarbono (carbono-14), recebendo por isto o Nobel de Química de 1960.

## Vida
Nascido em Grand Valley, Colorado, Willard Frank Libby era filho de Edward Libby e Eva May Rivers. Foi educado em Sebastopol, Califórnia (1913-1926), entrando para a Universidade da Califórnia, em Berkeley (1927), onde obteve a licenciatura em 1931 e o doutoramento em 1933. Nomeado Instrutor do Departamento de Química da Universidade da Califórnia, em Berkeley (1933), tornou-se depois, sucessivamente, Assistente e Professor Associado de química.
Premiado com o Guggenheim Memorial Foundation Fellowship (1941), passou em seguida pela Universidade de Princeton, mas por causa da guerra ainda em dezembro (1941), foi para a Universidade de Columbia trabalhar como químico no Projeto Manhattan (1941-1945).
Entre 1945 e 1954 foi Professor de química no Instituto para Estudos Nucleares, da Universidade de Chicago. Entre 1954 e 1959 foi membro da Comissão de Energia Atômica dos Estados Unidos. Entre 1959 e 1980 foi professor de química da Universidade da Califórnia, em Los Angeles.
Morreu em Los Angeles de uma doença pulmonar e lá foi cremado.

## Prémios e honrarias
- Bolsa Guggenheim (1941)
- Prémio Remsen (1955)
- Medalha Elliott Cresson (1957)
- Prémio Willard Gibbs (1958)
- Prémio Albert Einstein (1959)
- Nobel de Química (1960)[1]
- Medalha Arthur L. Day (1961)[2]
- Medalha de Ouro do American Institute of Chemists (1970)

## Método do carbono 14
O método do carbono 14 é um método para determinação de idades cronológicas de artefactos orgânicos muito antigos.
Willard Frank Libby descobriu em 1947, com os seus estudantes, a trabalhar no Instituto para Estudos Nucleares, que com a passagem do tempo o Carbono-14, um isótopo radioactivo instável existente em resíduos orgânicos em decomposição, se desintegra segundo uma velocidade determinada que pode ser cuidadosamente medida. Utilizando um contador Geiger altamente sensível, conseguiu determinar a idade de artefactos orgânicos muito antigos, tendo testado inicialmente pedaços de madeira encontrados em tumbas egípcias. Embora existam hoje em dia métodos mais modernos de datação absoluta, como por exemplo, os que aplicam Luminescência Estimulada Opticamente, termo-luminescência e Ressonância de spin de electrões, a chamada 'datação pelo Carbono-14' é a mais conhecida e utilizada. Assim, esta tem sido muito empregada para avaliar a idade de objectos de cerca de 50 mil a 70 mil anos, e aplicada em Arqueologia, Geologia e Geofísica. É usada também para espécimes mais recentes, por exemplo quando se trata de identificar ossadas humanas.

## Publicações selecionadas
- Arnold, J.R. and W. F. Libby. "Radiocarbon from Pile Graphite; Chemical Methods for Its Concentrations", Argonne National Laboratory, Departamento de Energia dos Estados Unidos (through predecessor agency the Atomic Energy Commission), (October 10, 1946).
- Libby, Willard F., Radiocarbon dating, 2d ed., University of Chicago Press, 1955.
- Libby, W. F. "Progress in the Use of Isotopes: The Atomic Triad - Reactors, Radioisotopes and Radiation", Departamento de Energia dos Estados Unidos (through predecessor agency the Atomic Energy Commission), (August 4, 1958).
- Libby, W. F. "History of Radiocarbon Dating", Department of Chemistry and Institute of Geophysics, Universidade da Califórnia em Los Angeles, International Atomic Energy Agency, (August 15, 1967).
- Libby, W. F. "Vulcanism and Radiocarbon Dates", Universidade da Califórnia em Los Angeles, National Science Foundation, (October 1972).
- Libby, W. F. "Radiocarbon Dating, Memories, and Hopes", Department of Chemistry and Institute of Geophysics and Planetary Physics, Universidade da Califórnia em Los Angeles, National Science Foundation, (October 1972).